# Argentina Hot 100

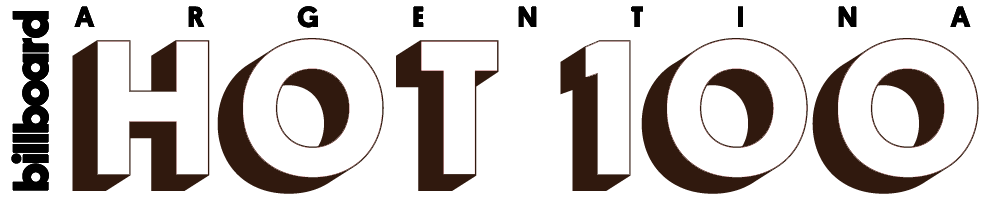
El logo actual de la lista de éxitos.

El Billboard Argentina Hot 100 es la lista de popularidad de sencillos estándar en Argentina, actualizado semanalmente por las revistas Billboard y Billboard Argentina. La lista ranquea las 100 canciones más populares en Argentina utilizando una fórmula que contempla la actividad de streaming en plataformas líderes, como YouTube, Spotify y Apple Music, entre otros, así como estaciones locales de radios y canales de televisión. Los datos de streaming son proporcionados por Nielsen Músic, mientras los datos de radio y TV son proporcionados por BMAT/Vericast.
La lista debutó el 13 de octubre de 2018 con la primera canción en llegar al primer puesto siendo «Cuando te besé» de Becky G y Paulo Londra. Para la semana del 7 de agosto de 2022, el Billboard Argentina Hot 100 ha tenido treinta y nueve entradas diferentes en el número uno. La canción que más tiempo ha permanecido en el primer puesto es «Tusa» por Karol G y Nicki Minaj, con 25 semanas consecutivas. El número uno actual de la lista es «Si Antes Te Hubiera Conocido» de Karol G.

## Números uno por año

### 2018
| No. | Fecha           | Canción             | Artista(s)                                 | Ref.   |
| --- | --------------- | ------------------- | ------------------------------------------ | ------ |
| 1   | 14 de octubre   | «Cuando te besé»    | Becky G y Paulo Londra                     | [ 1 ]  |
| 2   | 21 de octubre   | «Me vas a extrañar» | Damas Gratis con Viru Kumbieron            | [ 4 ]  |
| 2   | 28 de octubre   | «Me vas a extrañar» | Damas Gratis con Viru Kumbieron            | [ 5 ]  |
| 3   | 4 de noviembre  | «Taki Taki»         | DJ Snake con Selena Gómez, Ozuna y Cardi B | [ 6 ]  |
| 3   | 11 de noviembre | «Taki Taki»         | DJ Snake con Selena Gómez, Ozuna y Cardi B | [ 7 ]  |
| 3   | 18 de noviembre | «Taki Taki»         | DJ Snake con Selena Gómez, Ozuna y Cardi B | [ 8 ]  |
| 3   | 25 de noviembre | «Taki Taki»         | DJ Snake con Selena Gómez, Ozuna y Cardi B | [ 9 ]  |
| 3   | 2 de diciembre  | «Taki Taki»         | DJ Snake con Selena Gómez, Ozuna y Cardi B | [ 10 ] |
| 4   | 9 de diciembre  | «Adán y Eva»        | Paulo Londra                               | [ 11 ] |
| 4   | 16 de diciembre | «Adán y Eva»        | Paulo Londra                               | [ 12 ] |
| 4   | 23 de diciembre | «Adán y Eva»        | Paulo Londra                               | [ 13 ] |
| 4   | 30 de diciembre | «Adán y Eva»        | Paulo Londra                               | [ 14 ] |

### 2019
| No. | Fecha            | Canción              | Artista(s)                                            | Ref.   |
| --- | ---------------- | -------------------- | ----------------------------------------------------- | ------ |
| 4   | 20 de enero      | «Adán y Eva»         | Paulo Londra                                          | [ 15 ] |
| 5   | 27 de enero      | «Calma (Remix)»      | Pedro Capó y Farruko                                  | [ 16 ] |
| 5   | 3 de febrero     | «Calma (Remix)»      | Pedro Capó y Farruko                                  | [ 17 ] |
| 5   | 10 de febrero    | «Calma (Remix)»      | Pedro Capó y Farruko                                  | [ 18 ] |
| 5   | 17 de febrero    | «Calma (Remix)»      | Pedro Capó y Farruko                                  | [ 19 ] |
| 5   | 24 de febrero    | «Calma (Remix)»      | Pedro Capó y Farruko                                  | [ 20 ] |
| 5   | 3 de marzo       | «Calma (Remix)»      | Pedro Capó y Farruko                                  | [ 21 ] |
| 5   | 10 de marzo      | «Calma (Remix)»      | Pedro Capó y Farruko                                  | [ 22 ] |
| 5   | 17 de marzo      | «Calma (Remix)»      | Pedro Capó y Farruko                                  | [ 23 ] |
| 6   | 24 de marzo      | «Con calma»          | Daddy Yankee con Snow                                 | [ 24 ] |
| 6   | 31 de marzo      | «Con calma»          | Daddy Yankee con Snow                                 | [ 25 ] |
| 6   | 7 de abril       | «Con calma»          | Daddy Yankee con Snow                                 | [ 26 ] |
| 6   | 14 de abril      | «Con calma»          | Daddy Yankee con Snow                                 | [ 27 ] |
| 6   | 21 de abril      | «Con calma»          | Daddy Yankee con Snow                                 | [ 28 ] |
| 6   | 28 de abril      | «Con Calma (Remix)»  | Daddy Yankee con Snow y Katy Perry                    | [ 29 ] |
| 6   | 5 de mayo        | «Con Calma (Remix)»  | Daddy Yankee con Snow y Katy Perry                    | [ 30 ] |
| 6   | 12 de mayo       | «Con Calma (Remix)»  | Daddy Yankee con Snow y Katy Perry                    | [ 31 ] |
| 6   | 19 de mayo       | «Con Calma (Remix)»  | Daddy Yankee con Snow y Katy Perry                    | [ 32 ] |
| 6   | 26 de mayo       | «Con Calma (Remix)»  | Daddy Yankee con Snow y Katy Perry                    | [ 33 ] |
| 7   | 2 de junio       | «Otro Trago»         | Sech con Darell                                       | [ 34 ] |
| 7   | 9 de junio       | «Otro Trago»         | Sech con Darell                                       | [ 35 ] |
| 7   | 16 de junio      | «Otro Trago»         | Sech con Darell                                       | [ 36 ] |
| 7   | 23 de junio      | «Otro Trago»         | Sech con Darell                                       | [ 37 ] |
| 7   | 30 de junio      | «Otro Trago»         | Sech con Darell                                       | [ 38 ] |
| 7   | 7 de julio       | «Otro Trago»         | Sech con Darell                                       | [ 39 ] |
| 7   | 14 de julio      | «Otro Trago»         | Sech con Darell                                       | [ 40 ] |
| 8   | 21 de julio      | «Con altura»         | Rosalía y J Balvin con El Guincho                     | [ 41 ] |
| 8   | 28 de julio      | «Con altura»         | Rosalía y J Balvin con El Guincho                     | [ 42 ] |
| 8   | 4 de agosto      | «Con altura»         | Rosalía y J Balvin con El Guincho                     | [ 43 ] |
| RE  | 11 de agosto     | «Otro Trago (Remix)» | Sech y Anuel AA con Darell y Nicky Jam                | [ 44 ] |
| RE  | 18 de agosto     | «Otro Trago (Remix)» | Sech y Anuel AA con Darell y Nicky Jam                | [ 45 ] |
| RE  | 25 de agosto     | «Otro Trago (Remix)» | Sech y Anuel AA con Darell y Nicky Jam                | [ 46 ] |
| RE  | 1 de septiembre  | «Otro Trago (Remix)» | Sech y Anuel AA con Darell y Nicky Jam                | [ 47 ] |
| RE  | 8 de septiembre  | «Otro Trago (Remix)» | Sech y Anuel AA con Darell y Nicky Jam                | [ 48 ] |
| RE  | 15 de septiembre | «Otro Trago (Remix)» | Sech y Anuel AA con Darell y Nicky Jam                | [ 49 ] |
| 9   | 22 de septiembre | «China»              | Anuel AA, Daddy Yankee y Karol G con Ozuna y J Balvin | [ 50 ] |
| 9   | 29 de septiembre | «China»              | Anuel AA, Daddy Yankee y Karol G con Ozuna y J Balvin | [ 51 ] |
| 9   | 6 de octubre     | «China»              | Anuel AA, Daddy Yankee y Karol G con Ozuna y J Balvin | [ 52 ] |
| 9   | 13 de octubre    | «China»              | Anuel AA, Daddy Yankee y Karol G con Ozuna y J Balvin | [ 53 ] |
| 9   | 20 de octubre    | «China»              | Anuel AA, Daddy Yankee y Karol G con Ozuna y J Balvin | [ 54 ] |
| 10  | 27 de octubre    | «Tutu»               | Camilo y Pedro Capó                                   | [ 55 ] |
| 10  | 3 de noviembre   | «Tutu»               | Camilo y Pedro Capó                                   | [ 56 ] |
| 10  | 10 de noviembre  | «Tutu»               | Camilo y Pedro Capó                                   | [ 57 ] |
| 11  | 17 de noviembre  | «Que Tire Pa' Lante» | Daddy Yankee                                          | [ 58 ] |
| 11  | 24 de noviembre  | «Que Tire Pa' Lante» | Daddy Yankee                                          | [ 59 ] |
| 11  | 1 de diciembre   | «Que Tire Pa' Lante» | Daddy Yankee                                          |        |
| 11  | 8 de diciembre   | «Que Tire Pa' Lante» | Daddy Yankee                                          |        |
| 11  | 15 de diciembre  | «Que Tire Pa' Lante» | Daddy Yankee                                          |        |
| 11  | 22 de diciembre  | «Que Tire Pa' Lante» | Daddy Yankee                                          |        |
| 11  | 29 de diciembre  | «Que Tire Pa' Lante» | Daddy Yankee                                          | [ 60 ] |

### 2020
| No. | Fecha            | Canción              | Artista(s)                                            | Ref.    |
| --- | ---------------- | -------------------- | ----------------------------------------------------- | ------- |
| 11  | 5 de enero       | «Que Tire Pa' Lante» | Daddy Yankee                                          | [ 61 ]  |
| 11  | 12 de enero      | «Que Tire Pa' Lante» | Daddy Yankee                                          | [ 62 ]  |
| 12  | 19 de enero      | «Tusa»               | Karol G y Nicki Minaj                                 | [ 63 ]  |
| 12  | 26 de enero      | «Tusa»               | Karol G y Nicki Minaj                                 | [ 64 ]  |
| 12  | 2 de febrero     | «Tusa»               | Karol G y Nicki Minaj                                 | [ 65 ]  |
| 12  | 9 de febrero     | «Tusa»               | Karol G y Nicki Minaj                                 | [ 66 ]  |
| 12  | 16 de febrero    | «Tusa»               | Karol G y Nicki Minaj                                 | [ 67 ]  |
| 12  | 23 de febrero    | «Tusa»               | Karol G y Nicki Minaj                                 | [ 68 ]  |
| 12  | 1 de marzo       | «Tusa»               | Karol G y Nicki Minaj                                 | [ 69 ]  |
| 12  | 8 de marzo       | «Tusa»               | Karol G y Nicki Minaj                                 | [ 70 ]  |
| 12  | 15 de marzo      | «Tusa»               | Karol G y Nicki Minaj                                 | [ 71 ]  |
| 12  | 22 de marzo      | «Tusa»               | Karol G y Nicki Minaj                                 | [ 72 ]  |
| 12  | 29 de marzo      | «Tusa»               | Karol G y Nicki Minaj                                 | [ 73 ]  |
| 12  | 5 de abril       | «Tusa»               | Karol G y Nicki Minaj                                 | [ 74 ]  |
| 12  | 12 de abril      | «Tusa»               | Karol G y Nicki Minaj                                 | [ 75 ]  |
| 12  | 19 abril         | «Tusa»               | Karol G y Nicki Minaj                                 | [ 76 ]  |
| 12  | 26 de abril      | «Tusa»               | Karol G y Nicki Minaj                                 | [ 77 ]  |
| 12  | 3 de mayo        | «Tusa»               | Karol G y Nicki Minaj                                 | [ 78 ]  |
| 12  | 10 de mayo       | «Tusa»               | Karol G y Nicki Minaj                                 | [ 79 ]  |
| 12  | 17 de mayo       | «Tusa»               | Karol G y Nicki Minaj                                 | [ 80 ]  |
| 12  | 24 de mayo       | «Tusa»               | Karol G y Nicki Minaj                                 | [ 81 ]  |
| 12  | 31 de mayo       | «Tusa»               | Karol G y Nicki Minaj                                 | [ 82 ]  |
| 12  | 7 de junio       | «Tusa»               | Karol G y Nicki Minaj                                 | [ 83 ]  |
| 12  | 14 de junio      | «Tusa»               | Karol G y Nicki Minaj                                 | [ 84 ]  |
| 12  | 21 de junio      | «Tusa»               | Karol G y Nicki Minaj                                 | [ 85 ]  |
| 12  | 28 de junio      | «Tusa»               | Karol G y Nicki Minaj                                 | [ 86 ]  |
| 12  | 5 de julio       | «Tusa»               | Karol G y Nicki Minaj                                 | [ 87 ]  |
| 13  | 12 de julio      | «La Jeepeta (Remix)» | Nío García, Anuel AA y Myke Towers con Brray y Juanka | [ 88 ]  |
| 13  | 19 de julio      | «La Jeepeta (Remix)» | Nío García, Anuel AA y Myke Towers con Brray y Juanka | [ 89 ]  |
| 13  | 26 de julio      | «La Jeepeta (Remix)» | Nío García, Anuel AA y Myke Towers con Brray y Juanka | [ 90 ]  |
| 14  | 2 de agosto      | «Tattoo (Remix)»     | Rauw Alejandro y Camilo                               | [ 91 ]  |
| 15  | 9 de agosto      | «Mamichula»          | Trueno con Nicki Nicole y Bizarrap                    | [ 92 ]  |
| 15  | 16 de agosto     | «Mamichula»          | Trueno con Nicki Nicole y Bizarrap                    | [ 93 ]  |
| 15  | 23 de agosto     | «Mamichula»          | Trueno con Nicki Nicole y Bizarrap                    | [ 94 ]  |
| 15  | 30 de agosto     | «Mamichula»          | Trueno con Nicki Nicole y Bizarrap                    | [ 95 ]  |
| 16  | 2 de septiembre  | «Hawái»              | Maluma                                                | [ 96 ]  |
| 16  | 13 de septiembre | «Hawái»              | Maluma                                                | [ 97 ]  |
| 16  | 20 de septiembre | «Hawái»              | Maluma                                                | [ 98 ]  |
| 16  | 27 de septiembre | «Hawái»              | Maluma                                                | [ 99 ]  |
| 16  | 4 de octubre     | «Hawái»              | Maluma                                                | [ 100 ] |
| 16  | 11 de octubre    | «Hawái»              | Maluma                                                | [ 101 ] |
| 16  | 18 de octubre    | «Hawái»              | Maluma                                                | [ 102 ] |
| 16  | 25 de octubre    | «Hawái»              | Maluma                                                | [ 103 ] |
| 16  | 1 de noviembre   | «Hawái»              | Maluma                                                | [ 104 ] |
| 17  | 8 de noviembre   | «Vida de rico»       | Camilo                                                | [ 105 ] |
| RE  | 15 de noviembre  | «Hawai»              | Maluma y The Weeknd                                   | [ 106 ] |
| RE  | 22 de noviembre  | «Hawai»              | Maluma y The Weeknd                                   | [ 107 ] |
| RE  | 29 de noviembre  | «Hawai»              | Maluma y The Weeknd                                   | [ 108 ] |
| 18  | 6 de diciembre   | «Dakiti»             | Bad Bunny y Jhay Cortez                               | [ 109 ] |
| 18  | 13 de diciembre  | «Dakiti»             | Bad Bunny y Jhay Cortez                               | [ 110 ] |
| 19  | 20 de diciembre  | «Bichota»            | Karol G                                               | [ 111 ] |
| 19  | 27 de diciembre  | «Bichota»            | Karol G                                               | [ 112 ] |

### 2021
| No. | Fecha            | Canción                                   | Artista(s)                                                       | Ref.    |
| --- | ---------------- | ----------------------------------------- | ---------------------------------------------------------------- | ------- |
| 19  | 3 de enero       | «Bichota»                                 | Karol G                                                          | [ 113 ] |
| 19  | 10 de enero      | «Bichota»                                 | Karol G                                                          | [ 114 ] |
| 19  | 17 de enero      | «Bichota»                                 | Karol G                                                          | [ 115 ] |
| 20  | 24 de enero      | «Si me tomo una cerveza»                  | Migrantes, Oscu y Rombai con Agapornis y Alico                   | [ 116 ] |
| 21  | 31 de enero      | «Bandido»                                 | Myke Towers y Juhn                                               | [ 117 ] |
| 21  | 7 de febrero     | «Bandido»                                 | Myke Towers y Juhn                                               | [ 118 ] |
| 21  | 14 de febrero    | «Bandido»                                 | Myke Towers y Juhn                                               | [ 119 ] |
| 21  | 21 de febrero    | «Bandido»                                 | Myke Towers y Juhn                                               | [ 120 ] |
| 21  | 28 de febrero    | «Bandido»                                 | Myke Towers y Juhn                                               | [ 121 ] |
| 21  | 7 de marzo       | «Bandido»                                 | Myke Towers y Juhn                                               | [ 122 ] |
| 21  | 14 de marzo      | «Bandido»                                 | Myke Towers y Juhn                                               | [ 123 ] |
| 22  | 21 de marzo      | «Además de mi (Remix)»                    | Rusherking, Duki y Khea con Lit Killah, Tiago PZK, María Becerra | [ 124 ] |
| 23  | 28 de marzo      | «L-Gante: Bzrp Music Sessions, Vol. 38»   | Bizarrap y L-Gante                                               | [ 125 ] |
| 23  | 4 de abril       | «L-Gante: Bzrp Music Sessions, Vol. 38»   | Bizarrap y L-Gante                                               | [ 126 ] |
| 23  | 11 de abril      | «L-Gante: Bzrp Music Sessions, Vol. 38»   | Bizarrap y L-Gante                                               | [ 127 ] |
| 23  | 18 de abril      | «L-Gante: Bzrp Music Sessions, Vol. 38»   | Bizarrap y L-Gante                                               | [ 128 ] |
| 23  | 25 de abril      | «L-Gante: Bzrp Music Sessions, Vol. 38»   | Bizarrap y L-Gante                                               | [ 129 ] |
| 23  | 2 de mayo        | «L-Gante: Bzrp Music Sessions, Vol. 38»   | Bizarrap y L-Gante                                               | [ 130 ] |
| 23  | 9 de mayo        | «L-Gante: Bzrp Music Sessions, Vol. 38»   | Bizarrap y L-Gante                                               | [ 131 ] |
| 24  | 16 de mayo       | «Miénteme»                                | Tini Stoessel y María Becerra                                    | [ 132 ] |
| 24  | 23 de mayo       | «Miénteme»                                | Tini Stoessel y María Becerra                                    | [ 133 ] |
| 24  | 30 de mayo       | «Miénteme»                                | Tini Stoessel y María Becerra                                    | [ 134 ] |
| 24  | 6 de junio       | «Miénteme»                                | Tini Stoessel y María Becerra                                    | [ 135 ] |
| 24  | 13 de junio      | «Miénteme»                                | Tini Stoessel y María Becerra                                    | [ 136 ] |
| 24  | 20 de junio      | «Miénteme»                                | Tini Stoessel y María Becerra                                    | [ 137 ] |
| 25  | 27 de junio      | «Todo de ti»                              | Rauw Alejandro                                                   | [ 138 ] |
| 26  | 4 de julio       | «Qué más pues?»                           | J Balvin y María Becerra                                         | [ 139 ] |
| 26  | 11 de junio      | «Qué más pues?»                           | J Balvin y María Becerra                                         | [ 140 ] |
| 27  | 18 de julio      | «Nicky Jam: Bzrp Music Sessions, Vol. 41» | Bizarrap y Nicky Jam                                             | [ 141 ] |
| 28  | 25 de julio      | «No me conocen (Remix)»                   | Bandido, Duki y Rei con Tiago PZK                                | [ 142 ] |
| 28  | 1 de agosto      | «No me conocen (Remix)»                   | Bandido, Duki y Rei con Tiago PZK                                | [ 143 ] |
| 29  | 8 de agosto      | «Entre nosotros»                          | Tiago PZK y Lit Killah                                           | [ 144 ] |
| 29  | 15 de agosto     | «Entre nosotros»                          | Tiago PZK y Lit Killah                                           | [ 145 ] |
| 29  | 22 de agosto     | «Entre nosotros»                          | Tiago PZK y Lit Killah                                           | [ 146 ] |
| 29  | 28 de agosto     | «Entre nosotros»                          | Tiago PZK y Lit Killah                                           | [ 147 ] |
| 29  | 5 de septiembre  | «Entre nosotros»                          | Tiago PZK y Lit Killah                                           | [ 148 ] |
| 29  | 12 de septiembre | «Entre nosotros»                          | Tiago PZK y Lit Killah                                           | [ 149 ] |
| 29  | 19 de septiembre | «Entre nosotros»                          | Tiago PZK y Lit Killah                                           | [ 150 ] |
| 28  | 26 de septiembre | «WOW WOW»                                 | María Becerra, Becky G                                           | [ 151 ] |
| 28  | 3 de octubre     | «WOW WOW»                                 | María Becerra, Becky G                                           | [ 152 ] |
| 28  | 28 de noviembre  | «Entre Nosotros (Remix)»                  | Tiago PZK, Lit Killah, María Becerra, Nicki Nicole               |         |
| 28  | 5 de diciembre   | «Entre Nosotros (Remix)»                  | Tiago PZK, Lit Killah, María Becerra, Nicki Nicole               |         |
| 28  | 12 de diciembre  | «Entre Nosotros (Remix)»                  | Tiago PZK, Lit Killah, María Becerra, Nicki Nicole               |         |
| 28  | 19 de diciembre  | «Entre Nosotros (Remix)»                  | Tiago PZK, Lit Killah, María Becerra, Nicki Nicole               |         |
| 28  | 26 de diciembre  | «Entre Nosotros (Remix)»                  | Tiago PZK, Lit Killah, María Becerra, Nicki Nicole               |         |

### 2022
| No. | Fecha | Canción | Artista(s) | Ref. | 2 de enero |  |

## Récords

### Mayor salto al número uno
- 75–1 – Tini y María Becerra – «Miénteme», (16 de mayo de 2021)[132]
- 53–1 – Tini – «La triple t», (22 de mayo de 2022)[153]
- 45–1 – Bizarrap y Quevedo — «Quevedo: Bzrp Music Sessions, Vol. 52», (24 de julio de 2022)[154]
- 19–1 – Tiago PZK, Lit Killah, Maria Becerra y Nicki Nicole – «Entre nosotros (Remix)», (16 de enero de 2022)[155]
- 14–1 – Bizarrap y L-Gante – «L-Gante: Bzrp Music Sessions, Vol. 38», (28 de marzo de 2021)[125]
- 11–1 – Bizarrap y Duki –  «Duki: BZRP Music Sessions, Vol. 50», (4 de diciembre de 2022)[155]
- 10–1 – Maluma –  «Hawái», (2 de septiembre de 2020)[96]
- 7–1 – Trueno y Nicki Nicole con Bizarrap – «Mamichula», (9 de agosto de 2020)[92]
- 6–1 – Tini y L-Gante – «Bar», (28 de noviembre de 2021)[156]
- 6–1 – Damas Gratis con Viru Kumbieron – «Me vas a extrañar», (21 de octubre de 2018)[4]
- 5–1 – Sech con Darell – «Otro trago», (2 de junio de 2019)[34]
- 5–1 – Myke Towers y Juhn - «Bandido», (31 de enero de 2021)[117]

### Artistas con más números uno
| Número de canciones | Artista(s)     | Canciones número uno | Ref.    |
| ------------------- | -------------- | --- | ------- |
| 9                   | Bizarrap       | « Mamichula » « L-Gante: Bzrp Music Sessions, Vol. 38 » « Nicky Jam: Bzrp Music Sessions, Vol. 41 » « Residente: BZRP Music Sessions, Vol. 49 » « Paulo Londra: Bzrp Music Sessions, Vol. 23 » « Quevedo: Bzrp Music Sessions, Vol. 52 » « Duki: BZRP Music Sessions, Vol. 50 » « Shakira: BZRP Music Sessions, Vol. 53 » « Milo J: BZRP Music Sessions, Vol. 57 » | [ 157 ] |
| 7                   | Tiago PZK      | « Además de mí (Remix) » «No me conocen (Remix)» « Entre nosotros » «Salimo de nonche» « Los del espacio » « Una foto (Remix) » « Bésame (Remix) » | [ 158 ] |
| 7                   | María Becerra  | « Además de mí (Remix) » « Miénteme » « Qué más pues? » «Entre nosotros (Remix)» « Los del Espacio » «Corazón vacío» « Ramen para dos » | [ 159 ] |
| 6                   | Tini           | « Miénteme » « Bar » « La triple T » « La original » «Pa» «Blackout» | [ 160 ] |
| 6                   | Nicki Nicole   | «Mamichula» «Entre Nosotros (Remix)» «Marisola (Remix)» «Una Foto (Remix)» «Blackout» | [ 161 ] |
| 5                   | Duki           | «Además de mí (Remix)» «No me conocen (Remix)» «Duki: BZRP Music Sessions, Vol. 50» «Marisola (Remix)» «Los del espacio» | [ 162 ] |
| 5                   | Paulo Londra   | « Cuando te besé » « Adán y Eva » « Plan A «Paulo Londra: Bzrp Music Sessions, Vol. 23» «Ramen para dos» | [ 163 ] |
| 5                   | Emilia         | « En la intimidad » «Los del Espacio» «La Original» «Una Foto (Remix)» «Blackout» | [ 164 ] |
| 4                   | Karol G        | « China » « Tusa » « Bichota » « Si antes te hubiera conocido » | [ 165 ] |
| 3                   | Ozuna          | « Taki Taki » « Otro trago (Remix) » « China » | [ 166 ] |
| 3                   | Daddy Yankee   | « Calma » « China » « Que tire pa lante » | [ 167 ] |
| 3                   | Anuel AA       | « Otro trago (Remix) » « China » « La jeepeta (Remix) » | [ 168 ] |
| 3                   | Camilo         | « Tutu » « Tattoo (Remix) » « Vida de rico » | [ 169 ] |
| 3                   | J Balvin       | « Con altura » « China » « ¿Qué más pues? » | [ 170 ] |
| 3                   | Rauw Alejandro | «Tattoo (Remix)» « Todo de ti » « Te felicito » | [ 171 ] |
| 3                   | Lit Killah     | «Además de mí (Remix)» «Entre nosotros» «Los del espacio» |         |
| 3                   | Big One        | «En la intimidad» «Un finde» «Los del espacio» |         |
| 3                   | Myke Towers    | «La jeepeta (remix)» « Bandido » « Lala » |         |
| 3                   | Khea           | «Además de mí (Remix)» «Hola perdida» «Bésame (Remix)» |         |

### Artistas con más semanas acumuladas en el primer puesto
| Número de semanas | Artista(s)    |
| ----------------- | ------------- |
| 49                | Karol G       |
| 38                | Tiago PZK     |
| 31                | Emilia        |
| 29                | Bizarrap      |
| 26                | Maria Becerra |
| 26                | Tini          |
| 25                | Nicki Minaj   |
| 25                | Nicki Nicole  |
| 24                | Daddy Yankee  |
| 24                | Lit Killah    |

### Artistas con más entradas en elBillboardArgentina Hot 100
| Número de canciones | Artista(s)     |
| ------------------- | -------------- |
| 77                  | Duki           |
| 71                  | Bad Bunny      |
| 59                  | Bizarrap       |
| 52                  | Maria Becerra  |
| 48                  | J Balvin       |
| 35                  | Rauw Alejandro |
| 43                  | Tini Stoessel  |
| 40                  | Anuel AA       |
| 38                  | Ozuna          |
| 38                  | Maluma         |